# El Capulín de la Cuesta
El Capulín de la Cuesta es una localidad del estado mexicano de Guanajuato. Es parte del municipio de Silao de la Victoria.

## Demografía
| Gráfica de evolución demográfica |
|                                  |

| Censo | Población |
| ----- | --------- |
| 1900  | 184       |
| 1910  | 267       |
| 1921  | 256       |
| 1930  | 215       |
| 1940  | 180       |
| 1950  | 133       |
| 1960  | 175       |
| 1970  | 394       |
| 1980  | 518       |
| 1990  | 728       |
| 2000  | 872       |
| 2010  | 991       |
| 2020  | 1 274     |